# ワルテル・ゼンガ
- ワルター・ゼンガ

ワルテル・ゼンガ（Walter Zenga, 1960年4月28日 - ）は、イタリア・ロンバルディア州ミラノ出身の元同国代表サッカー選手、サッカー指導者。現役時のポジションはゴールキーパー。

## クラブ経歴
9歳の時、友人のクラウディオ・アンブにGKを探していたマカレージの練習に連れていかれたことから、GKとしてサッカーを始めた。
1971年、11歳でインテルの下部組織に加入した。1978年にサレルニターナ、1979年にサヴォーナ、1980年から2シーズンはサンベネデッテーゼへとそれぞれ貸し出された。サンベネデッテーゼでの活躍により、1982-83シーズンからインテルへと複帰したが、このシーズンはイタリア代表GKであったイヴァノ・ボルドンの控えだった。
1983-84シーズン、9月11日のサンプドリア戦でセリエAデビュー。以降、不動の守護神として活躍、スパイダーマンの異名を取るなど、サポーターから人気を集めた。1988-1989シーズン、9年ぶりとなるスクデット獲得に貢献した。また1990-91シーズン、1993-94シーズンと2度UEFAカップを制した。インテルでは通算471試合に出場、2018年にはGKとして初のチーム殿堂入りを果たした。
1994-95 シーズンに当時イタリア代表の正GKであった、ジャンルカ・パリュウカとトレードされる形でサンプドリアへ移籍した。1995-96シーズン、十字靱帯断裂により殆どの試合を欠場した。1996-97シーズン、セリエBのパドヴァでプレーしたのを最後にイタリアを離れた。
1997年から、創設されたばかりのアメリカのMLS、ニューイングランド・レボリューションでプレーし、2度MLSオールスターのメンバーに選出された。1999年に現役を引退した。

## 代表経歴
イタリア代表としては58試合に出場、1986年のメキシコW杯では第3GK扱いで出場機会は無かった。
アゼリオ・ビチーニ監督の下で正GKの座を掴み1988年の欧州選手権のベスト4、1990年のイタリアW杯では連続無失点記録（517分）を打ち立てるなど3位入賞に貢献し、1990年のバロンドール投票では第12位となるなどの活躍を見せていた。しかし大会中、準決勝のアルゼンチン戦では、ロングボールに対しての判断ミスもあって、クラウディオ・カニーヒアにゴールを許して同点とされ、PK戦の末敗戦した。
1992年にアリゴ・サッキ監督が就任すると、1992年6月4日USカップのアイルランド戦への出場を最後に、2度と代表に招集される事は無かった。

## 指導者歴
2015年6月4日、サンプドリアの監督に就任した。
2016年7月30日、ウルヴァーハンプトン・ワンダラーズFCの監督に就任した。
2017年12月8日、FCクロトーネの監督に就任した。

## その他
ユヴェントスのGKであったステファノ・タッコーニ とのライバル関係がよく知られているが、「それらはメディアが勝手につくりあげたものである。」と話した。

## タイトル

### 選手時代
インテルナツィオナーレ・ミラノ
- セリエA:1回（1988-89）
- スーペルコッパ・イタリアーナ:1回（1989）
- UEFAカップ　2回（1990-91、1993-94）

個人
- セリエA年間最優秀選手賞:1回（1987）
- IFFHS選定世界最優秀GK賞:3回（1989,1990,1991）
- 欧州最優秀ゴールキーパー賞:1回（1990）
- MLS月間最優秀選手賞　1回（1997）
- インテル・ミラノ殿堂（2018）

### 監督時代
FCステアウア・ブカレスト
- リーガ1:1回（2004-05）

レッドスター・ベオグラード
- プルヴァ・サヴェズナ・リーガ:1回（2005-06）
- セルビア・モンテネグロカップ:1回（2005-06）

## 栄誉
- イタリア共和国功労勲章ウッフィチャーレ（1991）